# Municipio de Tlaxco (Tlaxcala)
El Municipio de Tlaxco es uno de los 60 municipios que conforman el estado de Tlaxcala dentro de los Estados Unidos Mexicanos, este municipio se encuentra al norte del estado y es el mayor municipio en extensión territorial de esta entidad, cubre el 13.71% del territorio estatal. Su cabecera municipal es la ciudad de Tlaxco.

## Geografía
El municipio de Tlaxco se encuentra localizado en el extremo norte del estado de Tlaxcala y tiene una extensión territorial de 577.189 kilómetros cuadrados que lo convierten en el más extenso del estado al representar el 13.71% de su territorio. Sus coordenadas geográficas extremas son 19° 30' - 19° 44' de latitud norte y 97° 57' - 98° 23' de longitud oeste y su altitud fluctúa entre 2 500 y 3 500 metros sobre el nivel del mar.
El municipio tiene los siguientes límites: colinda al norte y  al este  con el Estado de Puebla en específico con los municipios de Chignahuapan, e Ixtacamaxtitlan respectivamente, al sureste con los municipios de Emiliano Zapata, y Lázaro Cárdenas; al sur con los municipios de Tetla de la Solidaridad, Atlangatepec y Muñoz de Domingo Arenas; al suroeste con los municipios de Hueyotlipan y Benito Juárez; al oeste y noroeste con el Estado de Hidalgo, específicamente con el municipio de Apan y Almoloya respectivamente.

### Clima y ecosistemas
En el municipio el clima se considera templado subhúmedo, con régimen de lluvias en los meses de junio a septiembre. Los meses más calurosos son de marzo a mayo. La dirección de los vientos en general es de norte a sur, igualmente la temperatura promedio máxima anual registrada es de 22.9 °C y la mínima de 1-2 °C. La precipitación promedio máxima registrada es de 122.5 milímetros y la mínima de 7.6 milímetros.

## Demografía
De acuerdo con los resultados del Censo de Población y Vivienda de 2020 realizado por el Instituto Nacional de Estadística y Geografía, la población del municipio de Tlaxco es 45 438 habitantes, de los cuales 22 083 son hombres y 23 355 son mujeres.

### Localidades
El municipio tiene un total de 32 localidades, de las cuales su población en 2020 es la siguiente:
| Localidad                      | Población |
| Total Municipio                | 45 438    |
| Tlaxco                         | 17 978    |
| San José Atotonilco            | 3 637     |
| El Rosario                     | 2 754     |
| Unión Ejidal Tierra y Libertad | 2 593     |
| Acopinalco del Peñón           | 2 502     |
| Lagunilla                      | 1 866     |
| José María Morelos Buenavista  | 1 851     |
| San José Tepeyahualco          | 1 218     |
| San Lorenzo Soltepec           | 1 169     |

## Política
El gobierno del municipio de Tlaxco le corresponde al Ayuntamiento, que está conformado por el presidente municipal, un síndico y un cabildo compuesto por siete regidores electos por el principio de representación proporcional. Todos son electos mediante voto universal, directo y secreto para un periodo de tres años que no son renovables para el periodo inmediato pero si de forma no continua y entran a ejercer su cargo el día 15 de enero del año siguiente a la elección(excepto la adiministracion actual que ingreso el 1 de enero.

### Subdivisión administrativa
Para el gobierno interior del municipio este se divide en 37 Presidencias Municipales Auxiliares, los titulares de estos cargos son electos mediante el sistema de usos y costumbres, durando en su cargo el mismo período que el ayuntamiento.

### Representación legislativa
Para la elección de diputados al Congreso de Tlaxcala y al Congreso de la Unión el municipio de Tlaxco se encuentra integrado en los siguientes distritos electorales:
Local:
Federal:
- Distrito electoral federal 1 de Tlaxcala con cabecera en Apizaco.[7]